# Novo Miloševo
Novo Miloševo (serbocroata cirílico: Ново Милошево; húngaro: Beodra) es un pueblo de Serbia perteneciente al municipio de Novi Bečej en el distrito de Banato Central de la provincia autónoma de Voivodina.
En 2011 tenía 6020 habitantes. Tres cuartas partes de los habitantes son étnicamente serbios, quienes conviven con minorías de magiares y gitanos.
Se conoce la existencia del pueblo desde 1331, cuando se menciona en documentos del reino de Hungría con el topónimo "Beodra". Tras la invasión otomana y la posterior reconquista de la zona por el Imperio Habsburgo, entre 1742 y 1753 se repobló el asentamiento medieval de Beodra con serbios procedentes de Potisje y Pomorišje, al mismo tiempo que a escasa distancia se construía un segundo pueblo de serbios llamado "Plevna", que más tarde cambiaría su topónimo a "Karlovo" en honor al emperador Carlos. A finales del siglo XVIII y principios del siglo XIX se asentaron también en esta zona algunos magiares y alemanes. En 1918, el reino de los Serbios, Croatas y Eslovenos cambió el nombre de "Karlovo" a "Dragutinovo", en honor al militar cuya unidad había conquistado esta zona en la Primera Guerra Mundial. En 1946, los pueblos colindantes de Beodra y Dragutinovo se fusionaron para dar lugar al actual Novo Miloševo.
Se ubica sobre la carretera 15, a medio camino entre Novi Bečej y Kikinda.